# معركة سوليدار
معركة سوليدار هي معركة وإشتباكات عسكرية وقعت في مدينة سوليدار بين القوات الروسية والقوات الموالية لها والقوات الأوكرانية والقوات الموالية لها، بدأت المعركة في 3 أغسطس من سنة 2022 وإنتهت في 16 يناير من سنة 2023 بانتصار القوات الروسية والقوات الموالية لها وسيطرتهم على كامل المدينة وكذلك سيطرتهم على كامل قرية باخموتسكي المجاورة لسوليدار. تعتبر معركة سوليدار واحدة من أسوء وأطول معارك الحرب الروسية الأوكرانية حيث استمرت أكثر من 5 أشهر متسببة بمقتل الآف الجنود ومئات المدنيين فضلا عن تأثيرها على مجريات معركة باخموت المهمة.